# Niels Ursin
Niels Ursin, född 12 juli 1800 i Ullensaker, död där 18 oktober 1862, var en norsk organist. Han var far till Fredrik, Dorthea och Martin Ursin.
Ursin, vars far också var organist i Ullensaker, var vid sidan av organisttjänsten verksam där som violinist och danskompositör.